# Dinámica newtoniana modificada
En física, la dinámica newtoniana modificada o MOND (Modified Newtonian dynamics) se refiere a una hipótesis que propone una modificación de la segunda ley de Newton para explicar el problema de la velocidad de rotación de las galaxias de manera alternativa a la materia oscura.
Cuando se observó por primera vez que la velocidad de rotación de las galaxias era uniforme e independiente de la distancia al centro de giro, esto constituyó un hecho inesperado ya que tanto la teoría newtoniana como la relatividad general sugerían que la velocidad de giro de rotación debía decrecer con la distancia. Así por ejemplo, en el sistema solar los planetas que orbitan a menor distancia tienen velocidades de giro mayor que los más lejanos.
El modelo MOND explica satisfactoriamente las curvas de rotación observadas, introduciendo una hipótesis ad hoc: que la fuerza sobre una partícula no es proporcional a la aceleración para valores muy pequeños de la aceleración. La escasa motivación independiente de esta teoría, hace que no tenga un amplio apoyo dentro de la comunidad científica, que prefiere algún tipo de explicación alternativa basada en la materia oscura.
La "teoría "MOND fue propuesta por Mordehai Milgrom en 1981 para modelar la velocidad uniforme observada en el giro de las galaxias. Su afirmación clave era que la expresión de la segunda ley de Newton (F = ma) debía ser substituida por una expresión más general del tipo:

{\displaystyle F=m\mu \left({\frac {a}{a_{0}}}\right)a}

Donde {\displaystyle a_{0}} es una nueva constante física que debe ser ajustada experimentalmente y {\displaystyle \mu (\cdot )} es una función con las siguientes propiedades asintóticas:

{\displaystyle \mu \left({\cfrac {a}{a_{0}}}\right)\approx {\begin{cases}1&{\text{si}}\ |a|\gg a_{0}\\{\cfrac {a}{a_{0}}}&{\text{si}}\ |a|\approx a_{0}\end{cases}}}

## Recepción y crítica

### Explicación de la materia oscura
Si bien se reconoce que la ley de Milgrom proporciona una descripción sucinta y precisa de una serie de fenómenos galácticos, muchos físicos rechazan la idea de que la dinámica clásica en sí misma necesite ser modificada e intentan en su lugar explicar el éxito de la ley haciendo referencia al comportamiento de la materia oscura. Se ha dedicado cierto esfuerzo a establecer la presencia de una escala de aceleración característica como consecuencia natural del comportamiento de los halos de materia oscura fría, aunque Milgrom ha argumentado que tales argumentos explican solo un pequeño subconjunto de los fenómenos de MOND. Una propuesta alternativa es modificar las propiedades de la materia oscura (p.ej., haciéndola interactuar fuertemente consigo misma o con los bariones) para inducir el acoplamiento estrecho entre la masa de materia bariónica y materia oscura al que apuntan las observaciones. Finalmente, algunos investigadores sugieren que para explicar el éxito empírico de la ley de Milgrom se requiere una ruptura más radical con los supuestos convencionales sobre la naturaleza de la materia oscura. Una idea (llamada "materia oscura dipolar") es hacer que la materia oscura sea polarizable gravitacionalmente por la materia ordinaria y que esta polarización aumente la atracción gravitatoria entre los bariones.

### Problemas más relevantes de MOND
El problema más serio que enfrenta la ley de Milgrom es que no puede eliminar la necesidad de materia oscura en todos los sistemas astrofísicos: los cúmulos de galaxias muestran una discrepancia residual de masa incluso cuando se analizan utilizando MOND. El hecho de que alguna forma de masa invisible debe existir en estos sistemas resta adecuación a MOND como una solución al problema de la masa faltante, aunque la cantidad de masa extra requerida es una quinta parte de lo que se requiere en un análisis newtoniano, y no se requiere que la masa faltante sea no-bariónica. Se ha especulado que los neutrinos de 2 eV podrían explicar las observaciones en los cúmulos de galaxias en MOND al tiempo que se preservan los éxitos de la hipótesis a escala galáctica. De hecho, el análisis de los datos de lentes afiladas para el cúmulo de galaxias Abell 1689 muestra que MOND solo se vuelve distintivo a una distancia de Mpc desde el centro, por lo que el dilema de Zwicky sigue sin resolverse, y se necesitan neutrinos de 1,8 eV en los cúmulos.
La observación de 2006 de un par de cúmulos de galaxias en colisión conocidos como el "Bullet Cluster", supone un desafío significativo para todas las teorías que proponen una solución de gravedad modificada al problema de la masa faltante, incluyendo MOND. Los astrónomos midieron la distribución de masa estelar y de gas en los cúmulos utilizando luz visible y rayos-X, respectivamente, y además mapearon la densidad de materia oscura inferida utilizando lentes gravitacionales. En MOND, se esperaría que la "masa faltante" esté centrada en regiones de masa visible que experimentan aceleraciones inferiores a a0 (suponiendo que el efecto del campo externo es despreciable). Por otro lado, en ΛCDM se esperaría que la materia oscura esté significativamente desplazada de la masa visible debido a que los halos de los dos cúmulos en colisión pasarían a través del otro (suponiendo, como es convencional, que la materia oscura es no colisional), mientras que el gas del cúmulo interactuaría y terminaría en el centro. Un desplazamiento es claramente visible en las observaciones. Se ha sugerido, sin embargo, que los modelos basados en MOND pueden generar un desplazamiento en sistemas fuertemente no esféricos, como el Cúmulo de Bala.
Una pieza significativa de evidencia a favor de la materia oscura estándar son las anisotropías observadas en el fondo cósmico de microondas. Mientras que ΛCDM es capaz de explicar el espectro de potencia angular observado, MOND tiene mucha más dificultad, aunque recientemente se ha demostrado que también puede ajustarse a las observaciones. MOND también encuentra dificultades para explicar la formación de estructuras, con perturbaciones de densidad en MOND que quizás crecen tan rápidamente que se forma demasiada estructura para la época actual. Sin embargo, formar galaxias más rápidamente que en ΛCDM puede ser algo bueno hasta cierto punto.
Varios otros estudios han señalado dificultades observacionales con MOND. Por ejemplo, se ha afirmado que MOND ofrece un ajuste deficiente al perfil de dispersión de velocidad de los cúmulos globulares y al perfil de temperatura de los cúmulos de galaxias, que se requieren diferentes valores de a0 para que las curvas de rotación de diferentes galaxias coincidan, y que MOND es naturalmente inadecuado para formar la base de la cosmología. Además, muchas versiones de MOND predicen que la velocidad de la luz es diferente de la velocidad de la gravedad, pero en 2017 se midió la velocidad de las ondas gravitacionales con una alta precisión y resultó ser igual a la velocidad de la luz. Esto se entiende bien en las teorías relativistas modernas de MOND, con la restricción de las ondas gravitatorias que en realidad ayuda al restringir sustancialmente cómo podría construirse una teoría covariante.
Además de estos problemas observacionales, MOND y sus generalizaciones relativistas están plagados de dificultades teóricas. Se requieren varias adiciones ad hoc e inelegantes a la relatividad general para crear una teoría compatible con un límite no newtoniano no relativista, aunque las predicciones en este límite son bastante claras. Este es el caso de las versiones de gravedad modificada más comúnmente utilizadas de MOND, pero algunas formulaciones (las más prominentes basadas en la inercia modificada) han sufrido durante mucho tiempo por su mala compatibilidad con principios físicos apreciados como las leyes de conservación. Los investigadores que trabajan en MOND generalmente no lo interpretan como una modificación de la inercia, y solo se ha hecho un trabajo muy limitado en esta área.

## Propuestas para probar MOND
Se han propuesto varias pruebas observacionales y experimentales para ayudar a distinguir entre MOND y los modelos basados en materia oscura:
- La detección de partículas adecuadas para constituir la materia oscura cosmológica sugeriría fuertemente que ΛCDM es correcta y no se requiere ninguna modificación a las leyes de Newton.
- Si se toma a MOND como una teoría de la inercia modificada, predice la existencia de aceleraciones anómalas en la Tierra en lugares y momentos específicos del año. Estas podrían detectarse en un experimento de precisión. Esta predicción no sería válida si MOND se considera como una teoría de la gravedad modificada, ya que el efecto del campo externo producido por la Tierra cancelaría los efectos MONDianos en la superficie terrestre.[24][25]
- Se ha sugerido que MOND podría ser probada en el Sistema Solar utilizando la misión LISA Pathfinder (lanzada en 2015). En particular, puede ser posible detectar los esfuerzos de marea anómalos que MOND predice que existen en el punto de silla del potencial gravitacional newtoniano entre la Tierra y el Sol.[26] También puede ser posible medir correcciones MOND a la precesión del perihelio de los planetas en el Sistema Solar,[27] o en una nave espacial construida con ese propósito.[28]
- Una posible prueba astrofísica de MOND es investigar si las galaxias aisladas se comportan de manera diferente a las galaxias aparentemente idénticas que están bajo la influencia de un fuerte campo externo. Otro es buscar comportamientos no newtonianos en la trayectoria de sistemas binarios de estrellas donde las estrellas están lo suficientemente separadas para que sus aceleraciones sean menores a a0.[29]
- Prueba de MOND utilizando la dependencia del corrimiento al rojo de la aceleración radial – Sabine Hossenfelder y Tobias Mistele proponen un modelo de MOND sin parámetros que llaman Covariant Emergent Gravity y sugieren que a medida que mejoren las mediciones de la aceleración radial, varios modelos de MOND y la materia oscura de partículas podrían ser distinguibles porque MOND predice una dependencia del corrimiento al rojo mucho menor.[30]